# Кызылский колледж искусств
Кызылский колледж искусств им. А. Б. Чыргал-оола — российское учреждение среднего профессионального образования. Полное наименование — ГБПОУ РТ «Кызылский колледж искусств им. А. Б. Чыргал-оола». Адрес учреждения: 667000 Россия, Республика Тыва, г. Кызыл, ул. Ленина, д. 2.

## История
В Тыве основу профессиональной музыкальной и сценической культуры заложили советские специалисты: композитор А. Н. Аксёнов, дирижёры Р. Г. Миронович и Л. И. Израйлевич, хормейстеры С. И. Булатов и Н. П. Миронович, балетмейстер А. В. Шатин, режиссёр И. Я. Исполнев. Они приехали в республику в сороковые годы для оказания помощи в работе театрально-музыкального училища и становлении молодой национальной культуры.
В 1947 году открылась первая детская музыкальная школа, ныне Детская школа искусств имени Нади Рушевой, её организаторами и преподавателями были Л. Н. Шевчук, Е. Р. Близнюк, С. А. Кайдан.
Дальнейшее развитие культуры Тувы и потребность в подготовке национальных кадров привели к созданию училища. Наш колледж был основан в 1960 году как «Кызылское музыкальное училище». На музыкальном отделении обучение велось по специальностям: дирижёрско-хоровая, теоретико-композиторская, народные инструменты, духовые инструменты, фортепиано, вокал. В первый набор студентами стали 50 человек.
В 1964 году добавилось новое отделение — клубное. В 1967 году открывается художественное отделение и училище в этой связи переименовывают в «Кызылское училище искусств», в 1976 году появляется библиотечное отделение, в 1991 — отделение тувинских национальных инструментов.
В 1992 году училищу было присвоено имя А. Б. Чыргал-оола.
С 2001 года на вокальном отделении к специальности «Пение академическое» добавляется новая специальность — «Пение народное», сейчас же она называется «Сольное и хоровое народное пение». В 2009 году открывается ещё одно новое отделение — «Дизайн».
В 2010 году Кызылское училище искусств им. А. Б. Чыргал-оола было реорганизовано в колледж.
В 2015 году за высокие заслуги в сфере образования и культуры Кызылский колледж искусств им. А. Б. Чыргал-оола получил Орден Республики Тыва, в 2019 году стал победителем конкурса «Лучшие колледжи РФ».
В 2020 году Кызылский колледж искусств им. А. Б. Чыргал-оола  стал лучшим учреждением культуры и искусства Республики Тыва.

## Учредители
Основной учредитель колледжа: Министерство культуры Республики Тыва 667000, Россия, Республика Тыва, г. Кызыл, Щетинкина-Кравченко 46.
Директор колледжа — Кан-оол Айланмаа Хомушкуевна.
Заместители директора:
- по учебной части — Ондар Сайлыкмаа Балчыровна;
- по воспитательной работе — Монгуш Саяна Юрьевна;
- по научно-методической работе — Ойдупаа Росина Валерьевна;
- по стратегическому развитию — Монгуш Оюу Начыновна.

## Деятельность
Колледж осуществляет подготовку по следующим специальностям:
- «Изобразительные и прикладные виды искусств и дизайна»: живопись, дизайн, декоративно-прикладное искусство
- «Народно-художественное творчество» по видам: хореографическое творчество, этнохудожественное творчество
- «Социально-культурная деятельность» по видам: организация и постановка культурно-массовых мероприятий и театрализованных представлений
- «Библиотековедение»
- «Теория музыки»
- «Инструментальное исполнительство» по видам инструментов: фортепиано; оркестровые струнные инструменты (скрипка и виолончель); оркестровые духовые и ударные инструменты (флейта, гобой, кларнет, саксофон, труба, тромбон и ударные); инструменты народного оркестра (баян, аккордеон, домра, балалайка, гитара); национальные инструменты народов России (игил, бызаанчы, дошпулуур, чадаган, чанзы).
- «Вокальное искусство»
- «Сольное и хоровое народное пение»
- «Хоровое дирижирование».

### Творческие коллективы колледжа
- Оркестр тувинских национальных инструментов — руководитель Ондар Сайлыкмаа Балчыровна
- Оркестр русских народных инструментов — руководитель Монгуш Евгения Львовна
- Оркестр духовых и ударных инструментов — руководитель Тулуш Буян-Маадыр Ирбен-оолович
- Хор специальностей «Хоровое дирижирование» и «Вокальное искусство» — руководитель Сат Чодураа Петровна
- Вокальный ансамбль «Сайдаяк» — руководитель Кан-оол Айланмаа Хомушкуевна
- Фольклорный ансамбль «Чаңгы-Хая» — руководитель Ооржак Ай-Хаан Геннадьевич
- Хореографический ансамбль «Азас» — руководитель Хомушку Андрей Айрандивиевич
- Инструментальный ансамбль «КАНТ» — состоит из педагогов Дамба Николай Юрьевич, Дулуш Аяна Викторовна, Исакова Татьяна Владимировна. Ранее ансамбль был квартетом и четвёртым его участником была Куулар Надежда. КАНТ — аббревиатура составлена из имен участников Коля, Аяна, Надежда, Татьяна, и, в то же время, это музыкальный термин кант.

### Творческие коллективы училища
- Квинтет баянистов
- ВИА «Арбай-Хоор»
- Фольклорный ансамбль «Церявьё»

### Творческие коллективы, возникшие на базе колледжа
- Тувинский государственный ансамбль песни и танца «Саяны». 11 апреля 1969 года указом Президиума Верховного Совета Тувинской АССР был создан ансамбль «Саяны» на базе ансамбля «Чечек» («Цветок») училища искусств (руководители Огнёв Анатолий Кузьмич, Лесников Роберт Николаевич).
- ВИА «Аян».
- Фольклорный коллектив «Тыва». Появился в 1991 году одновременно с открытием отделения «Тувинские национальные инструменты» по инициативе директора училища Нагорного Виктора Васильевича и этномузыковеда Кыргыс Зои Кыргысовны.
- «Духовой оркестр при Правительстве Республики Тыва»
- «Тувинский национальный оркестр Республики Тыва»

### Творческие коллективы, основанные выпускниками колледжа
- «Ят-Ха»
- «Тыва кызы»
- «Угулза»
- «Чиргилчин»
- «Алаш» — 1999 год
- «Кынгыргай»
- «Ug-shig»

### Проекты колледжа
- Балет «Шопениана» (2004 год). Был поставлен по заказу Президента Республики Тыва Ооржака Ш. Д. к 60-летию вхождения Тывы в состав СССР. Руководители проекта: Донгак Вячеслав Октяброович, Ондар Ирина Олеговна и Салчак Евгения Мынчыновна.
- Опера «Мөңге аялга» (2004 год) к 60-летию вхождения Тывы в состав СССР по заказу Президента Республики Тыва Ооржак Ш. Д. была написана опера творческим коллективом композиторов: Тулуш Буян-Маадыр Ирбин-оолович, Лопсан Наталья Александровна, Комбу-Самдан Чойгана Валерьевна, Хомушку Урана Болат-ооловна, Монгуш Аяна Самыяевна; руководитель проекта — Тулуш Буян-Маадыр Ирбин-оолович. Автор либретто — Куулар Николай Шагдыр-оолович. Сценического воплощения оперы не было.
- Музыкальная драма «Буян-Бадыргы» (2007—2008 гг.) на музыку Бадыраа Сергея Ивановича. Руководители проекта: Евтушенко-Намай Татьяна Николаевна, Кан-оол Айланмаа Хомушкуевна и Ондар Сайлыкмаа Балчыровна. В 2007 году была осуществлена постановка первого действия на сцене училища искусств; в 2008 — драма была показана в училище полностью, затем её повторили на сцене Дома народного творчества.[6][7]
- Фестиваль «Музыкальное лето Тувы».
- Конкурс «Дыңгылдай».
- Республиканский конкурс исполнителей народных песен «Улустуң ырызы» (2006 год).
- Межрегиональный конкурс исполнителей народных песен «Улустуң ырызы» (2012, 2014 года). Руководитель — Кан-оол Айланмаа Хомушкуевна.

### Показатели деятельности
Выпускники — с момента основания колледжа выпущено около 3000 специалистов: музыкальных и клубных работников, учителей рисования и хореографии, специалистов библиотечного дела. Были подготовлены целевые выпуски драматических и цирковых актёров, режиссёров народных театров, танцоров.